# Barbus ablabes
Barbus ablabes és una espècie de peix cipriniforme de la família dels ciprínids.

## Morfologia
Els mascles poden assolir els 9,6 cm de longitud total.

## Distribució geogràfica
Es troba des de Guinea fins a Nigèria.